# MP Mikroprozessortechnik
MP Mikroprozessortechnik (Zeitschrift für Mikroelektronik • Computertechnik • Informatik) war eine Computerzeitschrift über Mikroprozessortechnik. Sie erschien monatlich in der DDR von 1987 bis August 1992. Der Preis betrug 5 Mark. Herausgeber war die Kammer der Technik (KDT), Fachverband Elektrotechnik; verlegt wurde die Zeitschrift vom VEB Verlag Technik bzw. nach der Wende von der Verlag Technik GmbH.
Die Zeitschrift befasste sich mit allen Bereichen der Computertechnik. Dazu gehörten Hardwarevorstellungen, Softwarelehrgänge, viele Programmierbeispiele, Tipps und Tricks. Programmbeispiele wurden teilweise in mehrseitiger Minischrift abgedruckt.
Nach der Wende druckte die Mikroprozessortechnik auf der Grundlage von Kooperationsvereinbarungen Artikel der westdeutschen Fachzeitschriften c’t (ab MP 3/1990) und Computer Persönlich (ab MP 5/1990) nach.